# Thanh Kim Huệ
Thanh Kim Huệ (14 tháng 11 năm 1954 – 23 tháng 12 năm 2021) là nữ nghệ sĩ cải lương người Việt Nam. Bà được đánh giá là một trong những cô đào nổi tiếng bậc nhất trên sân khấu cải lương phía Nam từ trước năm 1975.

## Cuộc đời
Bà đã bắt đầu sự nghiệp từ năm 8 tuổi với sự dìu dắt của nghệ sĩ Hoàng Siêu. Sự nghiệp diễn xuất của bà bắt đầu với đoàn hát Hoa Phượng của Bầu Trung. Trong một lần đi lưu diễn, đoàn gặp tai nạn lật ghe ở gần bến phà Vàm Cống, bà được một kép trẻ là Thanh Điền cứu sống, khi đó bà chỉ là một cô đào mới 14 tuổi. Hai người nhờ đó mà nảy sinh tình cảm.
Sau khi đoàn Hoa Phượng tan rã, bà cùng nghệ sĩ Thanh Điền gia nhập đoàn Kim Chung, một  đại bang lớn có đến 7 đoàn hát. Tại đây bà gặp gỡ và có dịp được đứng chung sân khấu với hai nữ nghệ sĩ lớn mà bà luôn xem là thần tượng đó là Lệ Thủy và Mỹ Châu (2 cô đào nổi tiếng bậc nhất thời đó), đây cũng chính là bước ngoặt trong sự nghiệp của bà.
Sự nghiệp của bà đạt đến đỉnh cao phải kể đến là vào những năm thập niên 70. Sau khi được Dĩa Hát Việt Nam mời bà ký độc quyền năm 1972, với 3 bài tân cổ đầu tiên Biển tình, Yêu lầm, Nhớ người yêu cùng với nghệ sĩ Minh Vương, gây ấn tượng mạnh trong lòng công chúng, mở đầu cho hàng loạt những bài tân cổ giao duyên được bà thu âm làm giới mộ điệu say đắm đến tận bây giờ.
Năm 1973, Thanh Kim Huệ lần đầu tiên kết hợp với Thanh Tuấn trong dĩa nhựa với kịch bản cải lương nổi tiếng Đường gươm Nguyên Bá, như một hiện tượng thời đó liên danh "Thanh Kim Huệ - Thanh Tuấn" được khán giả nhiệt liệt đón nhận và nhanh chóng trở thành cặp đào kép sáng giá ăn ý trên sân khấu lẫn thị trường băng đĩa.
Năm 1974, đĩa hát cải lương Chuyện tình Lan và Điệp được soạn giả Loan Thảo làm đạo diễn do Chí Tâm và Thanh Kim Huệ thủ vai đào kép chánh được tung ra thị trường và được xem là bản thu âm chuẩn mực nhất của tác phẩm.
Cuối năm 1974, gia đình Thanh Điền lập gánh hát Xuân Liên Hoa, Thanh Kim Huệ về đoàn làm đào chánh, tại đoàn bà còn phát triển thêm khả năng viết tuồng. Cứ đi coi phim Hong Kong nào thấy hay bà lại về phóng tác với khá nhiều kịch bản cải lương như Quỷ kiến sầu, Yêu và ghen, Hoa học trò,...
Năm 1975, nghệ sĩ Thanh Kim Huệ chính thức nên duyên vợ chồng cùng nghệ sĩ Thanh Điền, khi đó bà mới 20 tuổi. Đến nay, ông bà đã có hai người con, con trai là Nguyễn Đăng Quang (1977) và con gái Nguyễn Đức Hồng Loan (1986) (cô đã qua đời do mắc bệnh hiểm nghèo).
Sau năm 1975, bà cùng Thanh Điền gia nhập đoàn hát Sài Gòn 1. Năm 1982 cũng được xem như cột mốc đáng nhớ cho cả Thanh Kim Huệ lẫn Thanh Điền với sự thành công rực rỡ của vở cải lương hài Ngao Sò Ốc Hến tạo tiếng vang lớn đến tận bây giờ, đây vẫn là một huyền thoại trong lịch sử sân khấu Việt Nam.
Các nam, nữ nghệ sĩ mà bà từng diễn chung trong sự nghiệp là: Thanh Điền, Minh Cảnh, Minh Vương, Thanh Tuấn, Chí Tâm, Trọng Hữu, Thanh Sang, Minh Phụng, Lệ Thủy, Mỹ Châu, Phượng Liên,...
Bà là một tấm gương lao động hăng say trong nghệ thuật, tính đến nay Thanh Kim Huệ đã có rất nhiều năm đứng trên sân khấu và luôn chung thủy với nghệ thuật cải lương, bà luôn tìm ra cái mới, phá cách trong giọng hát, một giọng ca đặc biệt không lẫn vào ai, cách luyến láy của bà từ lâu đã trở thành huyền thoại và tạo ra một trường phái Thanh Kim Huệ riêng biệt.
Bà qua đời vào chiều ngày 23 tháng 12 năm 2021 tại nhà riêng do bệnh ung thư, huởng thọ 67 tuổi.
Ngày 22 tháng 6 năm 2023, bà được truy tặng danh hiệu Nghệ sĩ Nhân dân theo Quyết định số 725/QĐ-CTN của Chủ tịch nước Cộng hoà Xã hội chủ nghĩa Việt Nam.

## Chương trình truyền hình
- Ngày tôi 20 (2021)
- Vui sống mỗi ngày (2021)
- Dấu ấn huyền thoại (2021)
- Giải mã tri kỷ (2021)
- Tâm đầu ý hợp (2020)
- Vang bóng một thời (2020)
- Mảnh ghép hoàn hảo (2020)
- Ký ức vui vẻ (2019)
- Gìn vàng giữ ngọc (2019)
- Sau ánh hào quang (2018)
- Ơn giời cậu đây rồi! (2018)
- Ca sĩ bí ẩn (2017)
- Giải mã kỳ tài (2017)
- Hát câu chuyện tình (2017)
- Hội ngộ danh hài (2017)
- Sao nối ngôi (2017)
- Giọng ca vàng qua các thế hệ (2014)
- Nghệ sĩ và tri âm (2010)
- Sân khấu và cuộc đời

## Các vai diễn nổi bật
- Bao Công tra án Quách Hòe (vai Quách Hải Thọ)
- Chuyện tình Lan và Điệp (vai Lan)
- Đường gươm Nguyên Bá (vai Thủy Cúc)
- Đời cô Hạnh (vai Trinh)
- Khúc ly hương (vai Vân Phi)
- Lỡ bước sang ngang (vai Tuyết Anh)
- Lan Huệ sầu ai (vai Huệ)
- Lương Sơn Bá (vai Chúc Anh Đài)
- Máu nhuộm sân chùa (vai Chu Tuyết Hận)
- Nửa đời hương phấn (vai Diệu)
- Ngao Sò Ốc Hến (vai Thị Hến)
- Người tình trên chiến trận (vai Tiêu Kim Yến)
- Sân khấu về khuya (vai Mỹ Tiên)
- Trúng độc đắc (vai Thoa)
- Tình ca biên giới (vai Sao Ly)
- Yêu và ghen (vai Hương)

## Các bài tân cổ & vọng cổ

### Tân cổ
| Tên                               | Tác giả           | Tác giả             | Hát với                       |
| Tên                               | Tân nhạc          | Cổ nhạc             | Hát với                       |
| --------------------------------- | ----------------- | ------------------- | ----------------------------- |
| Áo đẹp nàng dâu                   | Anh Bằng          | Dạ Thảo (Loan Thảo) | NSND Thanh Tuấn               |
| Biển tình                         | Lam Phương        | Thế Châu            | NSND Minh Vương               |
| Bóng chiều xóm nhỏ                | Trần Xuân Linh    | Trần Xuân Linh      | NSƯT Vũ Linh                  |
| Cánh thiệp đầu xuân               | Lê Dinh – Minh Kỳ | Hoàng Song Việt     | NSND Lệ Thủy, NSND Thoại Miêu |
| Câu chuyện đầu năm                | Hoài An           | Quế Chi (Loan Thảo) | NSND Minh Vương               |
| Chuyện tình nàng trinh nữ tên Thi | Hoàng Thi Thơ     | Quế Chi (Loan Thảo) | Chí Tâm                       |
| Con gái của mẹ                    | Giao Tiên         | Loan Thảo           | Hồng Mảnh                     |
| Dáng đứng Bến Tre                 | Nguyễn Văn Tý     | NSƯT Thanh Vũ       | NSND Trọng Hữu                |
| Dấu chân kỷ niệm                  | Mạnh Phát         | Loan Thảo           | NSND Minh Vương               |
| Đám cưới trên đường quê           | Hoàng Thi Thơ     | Yên Lang            | Minh Cảnh                     |
| Đò tình lỡ chuyến                 | Hoài Linh         | Loan Thảo           | Chí Tâm                       |
| Gió mùa thu                       | Phan Nhân         | Trần Nam Dân        | NSND Minh Vương               |
| Kể chuyện trong đêm               | Hoàng Trang       | Loan Thảo           | Phương Bình                   |
| Khi không                         | Vinh Sử           | Loan Thảo           | NSND Minh Vương               |
| Mai chị về                        | Hoài Linh         | Loan Thảo           | NSND Lệ Thủy                  |
| Mùa sầu riêng                     | Hoàng Trang       | Quế Chi (Loan Thảo) | NSND Thanh Tuấn               |
| Nếu em là giai nhân               | Giao Tiên         | Loan Thảo           | NSND Thanh Tuấn               |
| Ngày hạnh phúc                    | Lam Phương        | Loan Thảo           | Minh Cảnh                     |
| Ngày hạnh phúc                    | Lam Phương        | Loan Thảo           | NSƯT Thanh Sang               |
| Những ngày xưa thân ái            | Phạm Thế Mỹ       | Loan Thảo           | NSND Thanh Tuấn               |
| Nụ tầm xuân                       | Phạm Duy          | Quế Chi (Loan Thảo) | NSND Thanh Tuấn               |
| Phận nghèo                        | Lê Mộng Bảo       | Loan Thảo           | NSND Minh Vương               |
| Qua bến đò xưa                    | Phạm Thế Mỹ       | Quế Chi (Loan Thảo) | Minh Cảnh                     |
| Rước tình về với quê hương        | Hoàng Thi Thơ     | Loan Thảo           | Minh Cảnh                     |
| Sao không thấy anh về             | Duy Khánh         | Loan Thảo           | NSND Minh Vương               |
| Thân phận                         | Lê Mộng Bảo       | Quế Chi (Loan Thảo) | NSND Minh Vương               |
| Thành phố buồn                    | Lam Phương        | Quế Anh (Loan Thảo) | Chí Tâm                       |
| Tiếng chày trên sóc Bom Bo        | Xuân Hồng         | NSND Viễn Châu      | Đơn ca                        |
| Tiếng xưa                         | Dương Thiệu Tước  | Loan Thảo           | NSND Minh Vương               |
| Trả lại em yêu                    | Phạm Duy          | Quế Chi (Loan Thảo) | Chí Tâm                       |
| Trường cũ tình xưa                | Duy Khánh         | Quế Chi (Loan Thảo) | Chí Tâm                       |
| Xin gọi nhau là cố nhân           | Song Ngọc         | NSND Thanh Kim Huệ  | NSƯT Minh Phụng               |
| Yêu lầm                           | Giao Tiên         | Loan Thảo           | NSND Minh Vương               |

### Vọng cổ
| Tên                        | Tác giả                | Hát với          |
| -------------------------- | ---------------------- | ---------------- |
| Buồng cau quê ngoại        | Thu An                 | NSND Minh Vương  |
| Cây sáo trúc               | Trần Nam Dân           | NSND Thanh Tuấn  |
| Chiếc nóp quê hương        | Văn Hồng Cẩm           | Hoài Thanh       |
| Chợ Mới                    | Trọng Nguyễn           | NSND Trọng Hữu   |
| Chung gánh nước non        | Thanh Hải – Thanh Hiền | NSND Thanh Tuấn  |
| Chuyện mùa dâu chín        | Hồng Quân              | Hoài Thanh       |
| Cô gái tưới đậu            | Trần Nam Dân           | NSND Thanh Tuấn  |
| Cung đàn mới               | Ngô Hồng Khanh         | Vương Hoài Phong |
| Dệt chặng đường xuân       | Lê Chi – Anh Đông      | NSND Thanh Tuấn  |
| Em thương người nghệ sĩ    | NSND Viễn Châu         | NSND Lệ Thủy     |
| Hoa tím bằng lăng          | Linh Châu              | NSND Thanh Tuấn  |
| Nàng xuân                  | Bình Thư               | NSND Minh Vương  |
| Nấu bánh đêm xuân          | Quy Sắc                | NSƯT Minh Phụng  |
| Người mẹ đào hầm           | Trần Nam Dân           | NSƯT Thanh Nga   |
| Qua bến đò xuân            | Ngô Hồng Khanh         | NSND Minh Vương  |
| Rặng trâm bầu              | Loan Thảo              | NSND Giang Châu  |
| Rẽ mạ đầu mùa              | Thanh Hiền             | Minh Cảnh        |
| Số phận một loài hoa       | Trần Thi               | Đơn ca           |
| Tặng đời chiếc nón bài thơ | Trần Phán              | NSND Minh Vương  |
| Về lại chiến trường xưa    | Ngô Hồng Khanh         | Đơn ca           |
| Xe chỉ luồn kim            | Loan Thảo              | NSND Giang Châu  |

## Soạn giả cải lương
Các tuồng cải lương do bà soạn:
- Bến tương tư
- Chắp cánh chim bằng
- Hoa học trò
- Khúc ly hương
- Quỷ kiến sầu
- Nắng đẹp muôn màu
- Nội ơi đừng ly dị
- Tiếng hát rừng hoang
- Yêu và ghen